# 西安镇 (海原县)
西安镇，是中华人民共和国宁夏回族自治区中卫市海原县下辖的一个乡镇级行政单位。

## 行政区划
西安镇下辖以下地区：
白吉村、菜园村、小河村、胡湾村、付套村、薛套村、范台村、园河村和西安村。